# 로빈슨 카노
로빈슨 카노(Robinson Jose Cano, 1982년 10월 22일 ~ )는 도미니카 공화국 출신의 야구 선수이자, 2015년 현재 미국 내셔널 리그 뉴욕 메츠의 선수이다. 2루 포지션을 맡고 있다. 2005년도에 뉴욕 양키스에서 데뷔하여 9년 간 양키스에서 뛰었으며 현재 시애틀 매리너스의 소속 선수이다. 총 6번(2006,2010-2013,2016)올스타에 선정되었다(2011년 홈런더비 우승). 또 2번(2010, 2012)의 골든글러브를 수상하였고 아메리칸리그 이달의 선수에(2006년 9월, 2010년 4월)에 선정되었다. 그리고 2009년도에 뉴욕 양키스의 월드시리즈 우승팀의 일원이었다. 제3회 월드 베이스볼 클래식에 도미니카 공화국 대표선수로 출전하여 활약하며 이 대회에 MVP로 선정되었다. 2014년부터 10년간 2억 4천만 달러에 시애틀 매리너스로 전격 이적했다. 그리고 2018시즌엔 부상으로 이탈했는데 그 사이에 도핑을 했다는 소식이 들려왔고 결국 징계를 받게 되었다. 2018시즌이 끝나고 팀 동료 에드윈 디아즈와 함께 뉴욕 메츠로 트레이드된다.

## 통산 성적

### 연도별 타격 성적
| 연도       | 소속       | 경 기 | 타 석 | 타 수 | 득 점 | 안 타 | 2 루 타 | 3 루 타 | 홈 런 | 루 타 | 타 점 | 도 루 | 도루 실패 | 희생 번트 | 희생 플라이 | 볼 넷 | 고의 사구 | 死 구 | 삼 진 | 병 살 타 | 타 율 | 출 루 율 | 장 타 율 | O P S |
| ---------- | ---------- | ----- | ----- | ----- | ----- | ----- | ------- | ------- | ----- | ----- | ----- | ----- | --------- | --------- | ----------- | ----- | --------- | ----- | ----- | -------- | ----- | -------- | -------- | ----- |
| 2005년     | NYY        | 132   | 551   | 522   | 78    | 155   | 34      | 4       | 14    | 239   | 62    | 1     | 3         | 7         | 3           | 16    | 1         | 3     | 68    | 16       | .297  | .320     | .458     | .778  |
| 2006년     | NYY        | 122   | 508   | 482   | 62    | 165   | 41      | 1       | 15    | 253   | 78    | 5     | 2         | 1         | 5           | 18    | 3         | 2     | 54    | 19       | .342  | .365     | .525     | .890  |
| 2007년     | NYY        | 160   | 669   | 617   | 93    | 189   | 41      | 7       | 19    | 301   | 97    | 4     | 5         | 1         | 4           | 39    | 5         | 8     | 85    | 19       | .306  | .353     | .488     | .841  |
| 2008년     | NYY        | 159   | 634   | 597   | 70    | 162   | 35      | 3       | 14    | 245   | 72    | 2     | 4         | 1         | 5           | 26    | 3         | 5     | 65    | 18       | .271  | .305     | .410     | .715  |
| 2009년     | NYY        | 161   | 674   | 637   | 103   | 204   | 48      | 2       | 25    | 331   | 85    | 5     | 7         | 0         | 4           | 30    | 2         | 3     | 63    | 22       | .320  | .352     | .520     | .871  |
| 2010년     | NYY        | 160   | 696   | 626   | 103   | 200   | 41      | 3       | 29    | 334   | 109   | 3     | 2         | 0         | 5           | 37    | 14        | 8     | 77    | 19       | .319  | .381     | .534     | .914  |
| 2011년     | NYY        | 159   | 681   | 623   | 104   | 188   | 46      | 7       | 28    | 332   | 118   | 8     | 2         | 0         | 8           | 38    | 11        | 12    | 96    | 18       | .302  | .349     | .533     | .882  |
| 2012년     | NYY        | 161   | 697   | 627   | 105   | 196   | 48      | 1       | 33    | 345   | 94    | 3     | 2         | 0         | 2           | 61    | 10        | 7     | 96    | 22       | .313  | .379     | .550     | .929  |
| 2013년     | NYY        | 160   | 681   | 605   | 81    | 190   | 41      | 0       | 27    | 312   | 107   | 7     | 1         | 0         | 5           | 65    | 16        | 6     | 85    | 18       | .314  | .383     | .516     | .899  |
| 2014년     | SEA        | 157   | 665   | 595   | 77    | 187   | 37      | 2       | 14    | 270   | 82    | 10    | 3         | 0         | 3           | 61    | 20        | 6     | 68    | 19       | .314  | .382     | .454     | .836  |
| 2015년     | SEA        | 156   | 674   | 624   | 82    | 179   | 34      | 1       | 21    | 278   | 79    | 2     | 6         | 0         | 4           | 43    | 5         | 3     | 107   | 26       | .287  | .334     | .446     | .779  |
| 통산：11년 | 통산：11년 | 1687  | 7130  | 6555  | 958   | 2015  | 446     | 31      | 239   | 3240  | 983   | 50    | 37        | 10        | 48          | 454   | 90        | 63    | 864   | 216      | .307  | .356     | .494     | .850  |

- 2015년 기준.

## 수상 경력
- 2006년, 2010년, 2011년, 2012년 아메리칸리그 실버슬러거 2루수부문상
- 2006년, 2010년, 2011년, 2012년 MLB 올스타
- 2009년 월드시리즈 챔피언
- 2010년, 2012년 골드 글러브
- 2011년 홈런 더비 우승
- 2013년 월드 베이스볼 클래식 본선 1라운드 C조 MVP
- 2013년 월드 베이스볼 클래식 본선 2라운드 2조 MVP
- 2013년 월드 베이스볼 클래식 우승
- 2013년 월드 베이스볼 클래식 MVP
- 2013년 월드 베이스볼 클래식 올 WBC팀 2루수